# Beaumont-sur-Oise
Beaumont-sur-Oise egy község Franciaországban. Lakosainak száma 9931 fő (2022. január 1.).

## Földrajza
Beaumont-sur-Oise Persan, Bernes-sur-Oise, Bruyères-sur-Oise, Mours, Nointel, Noisy-sur-Oise és Presles községekkel határos.

## Népessége
| Lakosok száma | 9607 | 9699 | 9695 | 9576 | 9555 | 9504 | 9572 | 9590 | 9931 |
|               | 2013 | 2015 | 2016 | 2017 | 2018 | 2019 | 2020 | 2021 | 2022 |